# Hemsjö (Blekinge)
Hemsjö is een plaats in de gemeente Olofström in het landschap Blekinge en de provincie Blekinge län in Zweden. De plaats heeft 54 inwoners (2005) en een oppervlakte van 16 hectare.
Olofström · Jämshög · Kyrkhult · Vilshult · Gränum · Biskopmåla en deel van Hemmingsmåla · Hemsjö